# Crassonemertes rhomboidalis
Crassonemertes rhomboidalis är en djurart som tillhör fylumet slemmaskar, och som först beskrevs av Louis Joubin 1906.  Crassonemertes rhomboidalis ingår i släktet Crassonemertes och familjen Planktonemertidae. Inga underarter finns listade i Catalogue of Life.